# 丸山昌宏
丸山 昌宏（まるやま まさひろ、1953年（昭和28年）5月5日 - ）は、日本のジャーナリスト、実業家。毎日新聞グループホールディングス社長。毎日新聞社会長。

## 経歴・人物
愛知県豊橋市出身。1979年（昭和54年）に早稲田大学法学部を卒業後、毎日新聞社に入社した。
2012年（平成24年）取締役に選任され、常務を経て、16年に社長に昇格。
2022年（令和4年）2月21日に毎日新聞が創刊150年を迎えるのを機に、経営陣の世代交代を図るべく、4月1日付けで会長に退いた。毎日新聞グループホールディングス社長は続投する。
2021年（令和3年）からは山口寿一の後任として、日本新聞協会会長を務める。